# Orchestre philharmonique de Chine
L'Orchestre philharmonique  de Chine (中国爱乐乐团) est un orchestre symphonique chinois fondé le 25 mai 2000 à Pékin et dirigé par le chef d'orchestre Long Yu depuis sa création. 
Constitué à partir du China Broadcasting Symphony Orchestra (中国广播民族乐团), un des premiers orchestres symphoniques de Chine créé en 1949, le concert d'inauguration a eu lieu le 16 décembre 2000 à Pékin. L'orchestre a travaillé avec des artistes reconnus comme Yuja Wang. Il a enregistré des disques de musique classique occidentale et chinoise chez Deutsche Grammophon, notamment avec le pianiste chinois Lang Lang pour le Concerto du fleuve Jaune (黄河协奏曲), et a joué dans plusieurs pays d'Asie, en Europe et en Amérique du Nord.

## Partenariat
Le mardi 5 novembre 2019, l'Orchestre philharmonique de Chine et l’Orchestre Philharmonique de Radio France ont signé un accord de partenariat pour les trois prochaines saisons.